# Julio Acosta García
 Júlio Acosta Garcia  (San Ramón, Alajuela, Costa Rica, 23 de maio de 1876 — San José, 6 de julho de 1954).
Foi um político costa-riquenho. Foi presidente da República entre 1920 e 1924. Em 1945, presidiu à delegação da Costa Rica quando da realização da Conferência de Cancilleres, no México.